# 스즈모토 유이치
스즈모토 유이치(일본어: 涼元 悠一, 1969년 1월 13일 ~ )는 일본인 소설가로서 일본 시즈오카현 시미즈정에서 태어나 현재는 일본 오사카부에 살고 있다. 그는 2006년부터 Leaf로 알려진 유통사 Aquaplus에서 일하고 있는데, Leaf로 이직 전 그는 비주얼 아트의 시나리오 라이터로 여러 소속 브랜드들에서 일했다. 그의 주목할 만한 저작으로는 Key의 비주얼 노벨 《Air》, 《클라나드》, 《플라네타리안 ~자그마한 별의 꿈~》이 있다.

## 경력
현립 시즈오카 시미즈 동고를 졸업한 스즈모토는 그가 집필한 《우리들 청춘의 북서벽(일본어: 我が青春の北西壁)》으로 1991년 제16회 슈에이샤 코발트 소설 대상에서 최우수상을 받았다. 1993년 3월, 슈에이샤는 스즈모토의 소설인 《그녀석은 민들레(일본어: あいつはダンディー・ライオン)》를 《코발트 문고》 시리즈로 출간했다. 1998년, 스즈모토의 소설인 《푸른 고양이의 마을(일본어: 青猫の街)》이 제10회 일본 판타지 소설 대상에서 2등에 올랐다. 1999년, Key는 그들의 첫 번째 비주얼 노벨인 카논을 발매하는데, 여기에 깊은 감동을 받은 스즈모토는 Key를 하위에 두고있는 유통사인 비주얼 아트에 입사해 2000년 2월부터 비주얼 아트의 시나리오 라이터로써 여러 브랜드에서 활동하기 시작했다.
스즈모토의 첫 번째 참가작품은 2000년 Key가 2번째로 발매한 《Air》로써 그해에 Giant Panda의 《엄마아빠 조교》에 시나리오 어시스턴트로 동시에 참가했다. 2001년, 그는 또다시 Giant Panda의 《첫날밤 헌상》의 시나리오 어시스턴트로 참가함과 동시에 2004년까지 발매되지 않았던 Key의 차기작, 《클라나드》의 작업에 참가했다. 그와 동시에 2001년, 스즈모토는 Words에 시나리오 어시스트로 고용되어 2002년 발매된 《벚나무 아래에서》의 작업과 2003년 스튜디오 Mebius에서 발매된 《Snow》의 작업에 참가했다. 같은해, 스즈모토는 Giant Panda의 2004년에 발매된 《스토킹 공주》에 시나리오 어시스트로 참가했다. 《클라나드》에서 자신의 담당부분을 끝낸 그는 2004년에 발매된 Key에서의 마지막 작품, 《플라네타리안 ~자그마한 별의 꿈~》의 메인 시나리오 라이터로 참가한다. 그 후 그는 2005년 9월 회사를 그만둘 때까지 비주얼 아트에서 활동했다. 1년 뒤인 2006년 6월, 스즈모토는 Leaf로 알려진 유통사 Aquaplus에 취직했으며, 2006년 12월에는 스즈모토의 첫 라이트 노벨 《Die Nachtjäger》를 출판사 소프트 뱅크의 《GA 문고》 시리즈로 출판했다.